# Hello, I Love You
Este artículo trata sobre la canción de The Doors. Para la canción de Roger Waters, véase Hello (I Love You).
«Hello, I Love You» es una canción de la banda norteamericana The Doors, de su álbum Waiting for the Sun, lanzada en junio de 1968, junto con el labo B, «Love Street». Llegó al primer lugar en los Estados Unidos.
Esta canción fue criticada y hasta hubo una demanda por parte de Ray Davies (The Kinks), por supuesto plagio a la canción «All Day and All of the Night». La melodía vocal del tema de The Doors coincide con la melodía de la guitarra del tema de The Kinks. El juicio fue ganado por The Kinks.
Esta canción ha sido versionada por varios artistas, incluyendo The Cure, Eurythmics, Simple Minds, Siouxsie Sioux (exvocalista de Siouxsie And The Banshees) y el japonés Kiyoharu (en el sencillo «Kurutta Kajitsu»).

## Posicionamiento
| Listas (1968)     | Posición |
| ----------------- | -------- |
| Billboard Hot 100 | 1        |
| Canadá (RPM 100)  | 1        |
| Japón             | 20       |